# ГЕС Yáotián
ГЕС Yáotián (遥田水电站) — гідроелектростанція у центральній частині Китаю в провінції Хунань. Становить передостанній ступінь каскаду на річці Leishui, правій притоці Сянцзян (впадає до розташованого на правобережжі Янцзи великого озера Дунтін).
В межах проекту долину річки перекрили спорудою довжиною 1663 метра, яка утримує невелике водосховище з об'ємом 7,7 млн м3. Центральну її частину становить розташована у руслі бетонна переливна гребля висотою 21 метр, довжиною 309 метрів та шириною по основі 24 метра.
Після греблі природне русло Leishui описує подвійну петлю у формі вісімки довжиною біля 27 км. За допомогою греблі воду спрямували до каналу довжиною менш ніж 4 км, який перетинє центральну частину петлі та використовує кілька сотень метрів її реверсованого русла. На каналі розмістили машинний зал станції, в якому встановлено чотири турбіни потужністю по 12,5 МВт. За рік вони забезпечують виробництво 202 млн кВт-год електроенергії.